# Saint Seiya Gekijōban
Saint Seiya (聖闘士星矢?), retitulada Saint Seiya: Diosa Maligna Eris (聖闘士星矢 邪神エリス Saint Seiya: Jashin Eris?) en su lanzamiento de video casero, es la primera de una serie de películas de anime producidas por Toei Animation basadas en el manga Saint Seiya de Masami Kurumada. La película se estrenó el 18 de julio de 1987 en el festival de cine Toei Manga Matsuri, donde se mostró como parte de un largometraje cuádruple junto con Dragon Ball: La Princesa Durmiente del Castillo del Mal y las versiones cinematográficas de Hikari Sentai Maskman y Chōjinki Metalder
De tipo mediometraje, la película se estrenó el 18 de julio de 1987 en el festival de cine Toei Manga Matsuri, donde fue exhibida como parte de una función cuádruple junto con Dragon Ball: Majinjō no Nemuri Hime y las versiones cinematográficas de Hikari Sentai Maskman y Chōjinki Metalder. Fue sucedida por Saint Seiya: Kamigami no atsuki tatakai.
En España fue titulada como Los Caballeros del Zodiaco: la leyenda de la manzana de oro y en Hispanoamérica como Los Caballeros del Zodiaco y la reencarnación de Ellis, diosa de la guerra, siendo editada en VHS, junto con Los Caballeros del Zodiaco contra Lucifer, como la tercera película de la franquicia.

## Argumento
En los tiempos en que regían los dioses sobre la Tierra, existió un grupo de jóvenes guerreros, denominados «santos», que protegían de las fuerzas del mal a Atenea, la diosa de la guerra y la sabiduría. Hoy, Atenea ha reencarnado en Saori Kido, quien también cuenta con el apoyo de un nuevo grupo de santos que lucharán por ella.
La actualidad. En el orfanato de la Fundación Graude en Tokio, Erii Aizawa, una de las jóvenes maestras que trabaja junto con Miho, corre tras un niño, Akira, que fue siguiendo su avión de juguete hacia la carretera, tras una jugarreta de su compañero Makoto. Cuando estaban a punto de ser atropellados, Hyōga llega y los salva, deteniendo el automóvil con una sola mano y arrojando una sandía a las ruedas de éste. Luego, en compañía de Shun y Saori Kido, Seiya les explica a los niños lo que es el «cosmo», pero termina siendo golpeado y perseguido graciosamente por ellos. Ahí, Hyōga y Erii se observan el uno al otro, y se sonrojan.
Por la noche, Hyōga y Erii se reúnen en la bahía para platicar, pero la atención de la muchacha es distraída por una estrella fugaz: se trata del cometa Repulse, que deja caer una manzana de oro a la Tierra. Además, en su trayecto, el cometa hace surgir un gran santuario de las profundidades de una montaña en la isla de Hokkaidō. Luego, de forma errante, Erii busca la manzana como si ésta la llamase y al encontrarla en una barca abandonada, la toca, pero termina siendo poseída por ella. Al instante, un hombre muerto resucita y se levanta de su tumba en un cementerio. Al día siguiente, mientras Saori se encontraba montando su caballo, una sombría Erii la sorprende: con su mirada altera al animal y hace caer a Saori inconsciente a sus pies. Por otro lado, otros dos hombres también despiertan de su sueño eterno, mientras sus tumbas se abren. Más tarde, Seiya y los otros se preguntan porque aún no regresa Saori de su paseo, y en eso, Miho llega para comunicarles que Erii tampoco está. En tanto, terminan por revivir y abrir sus tumbas otros dos hombres.

La manzana de la discordia, con la palabra griega «kallisti» («para la más bella») y que terminó por desatar la Guerra de Troya. En la película, el fruto cayó del cometa Repulse y significó el regreso de la diosa Eris a la Tierra.

Luego, en el santuario levantado por el cometa, Saori despierta en el templo principal, atrapada en una especie de cruz de piedra. Ahí aparece Erii con una lanza y con la manzana de oro, y Saori se da cuenta de que se trata de Eris, la diosa de la discordia. Atenea no le teme, asegurando que sus santos la protegerán, pero Eris se burla de ella y con su lanza les manda un mensaje a los santos de bronce, en la Mansión Kido, para que acudan al rescate de su diosa. Tras esto, llegan al templo de Eris los «santos fantasmas» (originalmente llamados «ghost saints» o «ghost five»), los cinco hombres revividos por ella, ahora con nuevos cuerpos: Maya de Flecha, Orfeo de Lira, Christ de Cruz del Sur, Jan de Escudo y Jaga de Orión. Eris le señala a Atenea que ellos serán los encargados de acabar con los santos de bronce y le advierte que con la manzana de oro absorberá poco a poco su energía vital, para luego revivir por completo a la medianoche. La maligna diosa pone el fruto en el pecho de Saori, quien comienza a perder su energía, y ordena a sus santos fantasmas destruir a los santos de Atenea, Seiya, Shiryū, Hyōga y Shun, quienes ya se encontraban aguardando en las inmediaciones del Santuario de Eris, para luego separar sus caminos.
En medio de ruinas y columnas destruidas, Seiya se encuentra con Maya de Flecha. Comienzan a pelear y Seiya intercambia algunos golpes con el santo fantasma, pero este esquiva el Pegasus Ryū Sei Ken y contraataca con sus ataque de flechas: Hunting Arrow Express, poniendo en aprietos al santo de Pegaso. No obstante, Seiya logra evitarlas y vuelve a usar su Pegasus Ryū Sei Ken, derrotando a Maya. Tras intentar reanimar sin éxito a su adversario para obtener información de Eris y Atenea, Seiya se da cuenta de que una de las flechas de Maya lo alcanzó, pero se la quita, no le da importancia y sigue su camino.
Hyōga, en tanto, se encuentra caminando dentro de una cueva y es sorprendido, con el derrumbe de una estatua, por Christ de Cruz del Sur. Ambos se disponen a atacar: Hyōga con su Diamond Dust y Christ con su Southern Cross Thunderbolt. Del choque de técnicas, Hyōga solo recibe una corte en forma de cruz en su armadura, en cambio Christ es congelado hasta el cuello, para así ser interrogado por el santo de Cisne. Sin embargo, repentinamente aparece Eris, aún en el cuerpo de Erii, y le revela a un sorprendido Hyōga el conocimiento de los sentimientos de la muchacha por él. No obstante, al distraerse, Hyōga es sorprendido por un descongelado Christ, quien lo arroja al suelo y lo empieza a ahorcar. Ante esto, Eris arroja una lanza por la espalda a Christ, atravesándolo por el pecho, y alcanzando por poco a Hyōga, quien queda inconsciente.
En otra parte, en un terreno ruinoso con una pequeña caída de agua, Shiryū es recibido con una patada desde el cielo por Jan de Escudo, quien lo reta a comparar las fuerzas de sus escudos. Shiryū ataca con su puño, el cual termina destruido luego de que Jan se cubriera con su escudo, sin resultar dañado. Tras esto, el santo de Escudo salta y con su Bone Crush Screw rompe el escudo de Shiryū. Luego empieza a golpearlo violentamente, hasta arrojarlo a las aguas de un estanque. No obstante, Shiryū no se rinde y se despoja de su armadura, concentrando su «cosmo»: Jan se dispone a atacar, pero Shiryū ejecuta su Rozan Shō Ryū Ha, traspasa el escudo de Jan y logra acabar con él, cayendo exhausto.
Por otro lado, Shun, al subir con sus cadenas por una pendiente y caminar por entre medio de ruinas y estatuas, escucha una hermosa tonada de lira: es el legendario santo Orfeo de Lira, quien se prepara para acabar con el santo de Andrómeda. Utilizando su Stringer Requiem, atrapa a Shun con las cuerdas de su lira, y conforme al curso de su melodía, éstas aprietan cada vez más el cuerpo de Shun. Cuando Orfeo está a punto de matarlo, llega Ikki de Fénix y corta las cuerdas. Orfeo le señala a Ikki que le quitó la única oportunidad de morir en paz a su hermano, lo que despierta el enojo de Ikki, quien aplica su Phoenix Hō Gen Ma Ken al santo fantasma, ilusión en la cual Orfeo se ve él mismo tocando plácidamente la lira, hasta romper una cuerda y terminar quemándose en un infierno de llamas. Sin embargo, la técnica no produce efecto en el santo de Lira, quien afirma que el infierno es como su segundo hogar y agregando que no son espíritus, sino guerreros muertos devueltos a la vida con cuerpos nuevos, gracias a Eris. Ikki se burla de su revelación, por lo que Orfeo se dispone a atraparlo con sus cuerdas como lo hizo con Shun, no obstante, el santo de Fénix escapa de su ataque y derrota a Orfeo con su Hō Yoku Ten Shō.
Seiya, debilitado, llega por fin al Templo de Eris y se da cuenta de que la manzana de oro está absorbiendo la energía a Saori. Ahí, Eris se presenta ante él, abandonando el cuerpo de Erii. Cuando Seiya se dispone a atacar, Eris llama a Jaga de Orión para que se encargue del santo de Pegaso: el santo fantasma le hace ver a Seiya que la flecha de Maya que lo hirió, le quitará poco a poco sus sentidos. Seiya no les cree y ataca a Jaga sin mucho efecto. Al no poder pelear, llega Ikki para tomar su lugar. La pelea es pareja hasta que Ikki ataca a Jaga con su Hō Yoku Ten Shō, no obstante el santo de Orión lo evita y golpea al santo de bronce con su Megaton Meteor Crash, con el que lo vence. 
Eris se burla de Atenea, porque sus santos han sido vencidos, sin embargo ella aún no pierde las esperanzas. En eso, Seiya se levanta, pero Jaga lo empieza a golpear y lo remata con su Megaton Meteor Crash arrojándolo hacia un barranco afuera del templo. Desde ahí, casi vencido, Seiya empieza a oír a sus compañeros que le dicen que no se rinda y empieza a escalar el barranco guiado por su «cosmos»: al llegar nuevamente al templo, un aura dorada lo rodea, llegando la armadura de oro de Sagitario en su auxilio, cubriendo su cuerpo. En tanto, en el mundo, todos aquellos santos que Atenea expulsó por actos de maldad, están siendo revividos por Eris. Jaga reta a Seiya y lanza su ataque, pero es detenido por el joven santo. Seiya salta y lanza su Pegasus Sui Sei Ken, con el cual vence a Jaga. El tiempo se acaba para salvar a Saori, quedando sólo una opción: la flecha de oro de Sagitario. Seiya titubea ya que si falla, él será quien le quite la vida a Saori, no obstante, se arma de valor y lanza la flecha. Eris, al ver esto, trata de impedirlo, pero la flecha la traspasa en la frente e impacta en la manzana de oro, siendo destruidas. El Santuario de Eris se empieza a derrumbar, y Seiya e Ikki logran escapar, pero se lamentan por sus amigos quienes aparentemente quedaron atrapados. De repente, una luz se ve a los lejos: son Saori, Shiryū, Shun, Hyōga y Erii, que están a salvo. La diosa maligna Eris ha sido derrotada gracias a Atenea y a sus santos de la esperanza.

## Producción
Con el éxito en Japón del manga de Saint Seiya y de su adaptación de anime, Toei Animation hizo planes para una versión cinematográfica. En su producción, participó activamente el autor de la serie, Masami Kurumada, quien, en tres meses, creó y diseñó los bocetos de cinco nuevos santos que aparecieron en la película. El nombre de la constelación del santo fantasma Jan de Escudo iba a ser originalmente Shield, pero fue cambiado a la forma japonesa de la constelación de Scutum: Tateza. En Japón, la película se llamó Saint Seiya Gekijōban, traducido literalmente al español como Santo Seiya: la película, pero en algunos países recibió el nombre de La leyenda de la manzana de oro u otro título similar.
En 2004, para el lanzamiento de la película en DVD, Masami Kurumada sugirió el nombre de Jashin Eris, esto es, Eris, diosa maligna. Además, en un folleto incluido en la edición en DVD de la película Saint Seiya Tenkai-hen ~Overture~, se sugiere que los cinco santos fantasmas solían ser santos de plata en la vida pasada, lo cual fue confirmado con un signo de interrogación.

### Personajes
| - Seiya de Pegaso - Shiryū de Dragón | - Hyōga de Cisne - Shun de Andrómeda | - Ikki de Fénix - Saori Kido |

### Personajes exclusivos de la película
- Eris (エリス?): también llamada Ellis en Hispanoamérica o Elisa en España, es la diosa de la discordia. Fue encerrada en una manzana de oro por los dioses, pero tras volver a la Tierra en el cometa Repulse, se libera poseyendo a Erii. Captura a Atenea y absorbe su fuerza vital para volver a la vida, revivir a sus espectros y apoderarse del mundo. Abandona el cuerpo de Erii, pero Seiya la destruye a ella y a su manzana con la flecha de Sagitario. Su seiyū fue Toshiko Fujita y fue doblada por Rebeca Manríquez en México.

- Erii Aizawa (相沢 絵梨衣 Aizawa Eiri?): también llamada Elli en Hispanoamérica o Irina en España,[1] es una chica que trabaja en el orfanato con Miho. Hyōga la salva de ser atropellada por un coche, para luego pasear juntos al puerto. Allí, Erii observa una estrella fugaz que la hipnotiza, haciéndola caminar errante hasta encontrar la manzana de oro. Cuando la toca, es poseída por Eris, quien utiliza su cuerpo para capturar a Atenea. Cuando ya ha absorbido bastante energía de ella, Erii es abandonada por la maligna diosa, quedando inconsciente. Finalmente, es salvada por Hyōga tras la destrucción del templo. Su seiyū fue Mamiya Shō y fue doblada por Nuria Trifol en España[1] y Marina Huerta en México.[2]

- Los Ghost Saints (亡霊聖闘士 (ゴーストセイント) lit. Santos Fantasmas?): son antiguos santos de Atenea que pelearon por ella y por la justicia, pero tras su muerte cayeron en el olvido, por lo que aceptan servir a Eris, quien les devuelve la vida. En algunos panfletos oficiales, se indica que son santos de plata.

- Maya de la Flecha (矢座（サジッタ）の魔矢 Sajitta no Maya?): se enfrentó a Seiya, quien lo derrotó con su Pegasus Ryūseiken, sin embargo, Maya logró herirlo con una de sus flechas envenenadas. Su nombre significa flecha malvada y su técnica es Hunting Arrow Express (ハンティング・アロー・エキスプレス lit. Veloz flecha cazadora?), su armadura es casi idéntica a la de Tremy de Sagita por lo que puede se considera un guerrero antepasado del caballero de plata. Su seiyū fue Michitaka Kobayashi y fue doblado por Jordin Pons en España e Ismael Castro en México.

- Orfeo de la Lira (琴座（ライラ）のオルフェウス?): se enfrentó a Shun y con su técnica estuvo a punto de derrotarlo. Sólo la oportuna intervención de Ikki, lo salvó de morir. Ikki lo atacó con su Genma Ken pero fue inútil. Finalmente Ikki lo derrotó con su ataque más poderoso. No debe ser confundido con Orfeo de Lira de la Saga de Hades aunque se le considera un antiguo poseedor de esta armadura. Su técnica es Stringer Requiem (ストリンガー・レクイエム lit. Requiem de cuerdas?). Su seiyū fue Yūji Mitsuya y fue doblado por Pedro D'Aguillon Jr. en México.

- Christ de la Cruz del Sur (南十字星座（サザンクロス）のクライスト lit. Cristo de Cruz del Sur?): se enfrentó a Hyōga, quien con su Diamond Dust, logró congelar todo su cuerpo, pero sin detener los latidos de su corazón. Fue muerto por la misma Eris, quien, al arrojar su lanza contra Hyōga, atravesó a Christ en el trayecto. En el doblaje hispanoamericano se cambió su nombre por Krakus para evitar connotaciones religiosas.[cita requerida] Su técnica es Southern Cross Thunderbolt (サザンクロス・サンダーボルト lit. Relámpago de la cruz del sur?). Su seiyū fue Ryūsei Nakao y fue doblado en México por Herman López.

- Yan de Escudo (楯座（スキュータム）のヤン Scutum no Yan?): se enfrentó a Shiryū y con su escudo pudo detener y romper el puño del Dragón. Así mismo, con su técnica especial, destruyó el escudo de dragón, pero finalmente fue derrotado por el Rozan Sho Ryū Ha. Su técnica es Bone Crush Screw (ボーン・クラッシュ・スクリュー lit. Impacto rompe huesos?). Su seiyū fue Keiichi Nanba y en México fue doblado por Javier Rivero.

- Jaga de Orión (オリオン星座のジャガー Orion Seiza no Jaguar?): Conocido por ser uno de los más grandes guerreros del pasado, se enfrentó a Seiya y a Ikki, a quien derrotó con su técnica especial. Seiya trata de enfrentarse a él, pero no puede hacer gran cosa debido al efecto de las flechas de Maya. Finalmente es derrotado cuando Seiya viste la armadura dorada de Sagitario. Su técnica es Megaton Meteor Crash (メガトン・メテオ・クラッシュ lit. Choque megatómico de meteoros?). Su seiyū fue Yū Mizushima y fue doblado por Daniel García en España y Sergio Gutiérrez Coto en México.